# 3 Waves of Unexpected Twist: Radio Wave
3 Waves of Unexpected Twist: Radio Wave는 신승훈이  '3 Waves of Unexpected Twist' 프로젝트의 일환으로 한국에선 처음으로 발매되는 미니앨범이며, 2008년 10월 7일에 발매됐다.

## 음반
10월 7일 신승훈은 음악 인생의 터닝포인트로써 데뷔 이래 처음으로 시도한 프로젝트 앨범  '3 Waves of Unexpected Twist'의 첫 번째 음반인 Radio Wave를 발표했다. 신승훈이 앨범 수록곡 모두를 작곡, 프로듀싱했으며, 타이틀 곡 〈라디오를 켜봐요〉는 그의 음악적 변화를 단적으로 보여주는 모던 록적인 사운드가 인상적인 곡이다. 신승훈만의 청아하고 담백한 목소리를 잘 담아내었으며, 매 앨범마다 조금씩의 음악적 변화를 시도해왔음에도 불구하고, 변하지 않는다는 편견으로 그를 저평가해 온 이들에게 신선한 충격을 주었다.

## 수록곡
| #             | 제목                | 작사          | 작곡          | 재생 시간 |
| ------------- | ------------------- | ------------- | ------------- | --------- |
| 1.            | 〈Different Wave〉  | 김영아        | 신승훈        | 1:41      |
| 2.            | 〈Hey〉             | 김영아        | 신승훈        | 4:00      |
| 3.            | 〈라디오를 켜봐요〉 | 원태연        | 신승훈        | 4:08      |
| 4.            | 〈나비효과〉        | 원태연        | 신승훈        | 4:28      |
| 5.            | 〈I Do〉            | 신승훈        | 신승훈        | 3:48      |
| 6.            | 〈너를 안는다〉     | 양재선        | 신승훈        | 4:35      |
| 총 재생 시간: | 총 재생 시간:       | 총 재생 시간: | 총 재생 시간: | 22:40     |

## 제작진
- PRODUCED BY : 신승훈
- DIRECTED BY : 신승훈
- ALL ARRANGMENT : 신승훈, 황성제(BJJ)
- EXECUTIVE PRODUCER : 신승훈
- EXECUTIVE SUPERVISOR : (주)제로원인터렉티브
- GUITAR : 홍준호, 신승훈 (M1)
- PIANO : 황성제(BJJ), 인영훈 (M4 • M6)
- ALL CHORUS BY : 신승훈
- COMPUTER PROGRAMMING : 황성제(BJJ), 이충주
- RECORDING STUDIO : DOROTHY studio, Dream Factory, T-Studio
- RECORDING ENGINEER : 구종필, 이충주
- MIXING ENGINEER : 김한구 (Assistant. 장지복, 이건호)
- MASTERING ENGINEER : 최효영 (Sonic Korea)
- PRESENTED BY : DOROTHY music co.